# Humboldt—Lake Centre
Pour les articles homonymes, voir Humboldt.
Humboldt—Lake Centre fut une circonscription électorale fédérale de la Saskatchewan, représentée de 1979 à 1988.
La circonscription d'Humboldt—Lake Centre a été créée en 1976 avec des parties de Mackenzie, Moose Jaw, Regina-East, Regina—Lake Centre, Saskatoon—Biggar et Saskatoon—Humboldt. Abolie en 1987, elle fut redistribuée parmi Mackenzie, Moose Jaw—Lake Centre, Regina—Qu'Appelle, Saskatoon—Dundurn et Saskatoon—Humboldt.

## Députés
1. 1979-1980 — George Richardson, PC
2. 1980-1988 — Vic Althouse, NPD

- NPD = Nouveau Parti démocratique
- PC = Parti progressiste-conservateur